# 蔡光洁
蔡光洁（1972年1月—），重庆人，汉族，中国民主同盟盟员。中华人民共和国政治人物、第十三届全国人民代表大会四川地区代表。

## 生平
2018年2月24日，当选为第十三届全国人大代表。
2019年11月，任四川师范大学副校长。2021年11月，挂职北京市文化和旅游局副局长。2022年8月，任四川省教育厅副厅长。